# Rani Baillievier
Rani Baillievier (28 september 1998) is een Belgische atlete, die gespecialiseerd is in de middellange afstand. Ze werd eenmaal Belgisch kampioene. 

## Loopbaan
Baillievier eindigde tweemaal op het podium van het Belgisch kampioenschap 800 m. In 2023 werd ze voor het eerst Belgisch indoorkampioene op de 800 m.
Zij is aangesloten bij OLSE AC Merksem.

## Belgische kampioenschappen
Indoor
| Onderdeel | Jaar |
| --------- | ---- |
| 800 m     | 2023 |

## Persoonlijke records
Outdoor
| Onderdeel | Prestatie | Datum        | Plaats         |
| --------- | --------- | ------------ | -------------- |
| 400 m     | 54,41     | 24 juli 2021 | Lier           |
| 800 m     | 2.02,91   | 2 juli 2022  | Heusden-Zolder |

Indoor
| Onderdeel | Prestatie | Datum           | Plaats |
| --------- | --------- | --------------- | ------ |
| 800 m     | 2.06,76   | 4 februari 2023 | Gent   |

## Palmares

### 800 m
- 2021:  BK AC – 2.06,77
- 2022:  BK AC – 2.04,90
- 2023:  BK indoor AC – 2.07,90
- 2024:  BK indoor AC – 2.07,85